# Thiiraan
Thiiraan of ethyleensulfide is een heterocyclische organische verbinding met als brutoformule C2H4S. De stof komt voor als een lichtgele vloeistof, die relatief slecht oplosbaar is in water.

## Synthese
Thiiraan wordt bereid door een reactie van ethyleencarbonaat en kaliumthiocyanaat.
{\displaystyle {\ce {KSCN + C3H4O3 -> C2H4S + KOCN + CO2}}}

## Structuur
De structuur bestaat uit een verzadigde driering (cyclopropaan), waarbij één koolstofatoom is vervangen door een zwavelatoom. Daarmee is dit de kleinst mogelijke zwavelbevattende heterocyclische verbinding. Door de relatief kleine ring en de aanwezigheid van een volumineus heteroatoom, bezit de verbinding een grote ringspanning.